# Liselotte Marshall
Pour les articles homonymes, voir Marshall.
Liselotte Marshall (née Rosenberg le 15 septembre 1923) est une écrivaine juive originaire d’Allemagne qui est connue pour son roman Les Mots étranglés. Ce roman souligne les relations entre l'antisémitisme et le capacitisme pendant la Seconde Guerre mondiale.

## Biographie

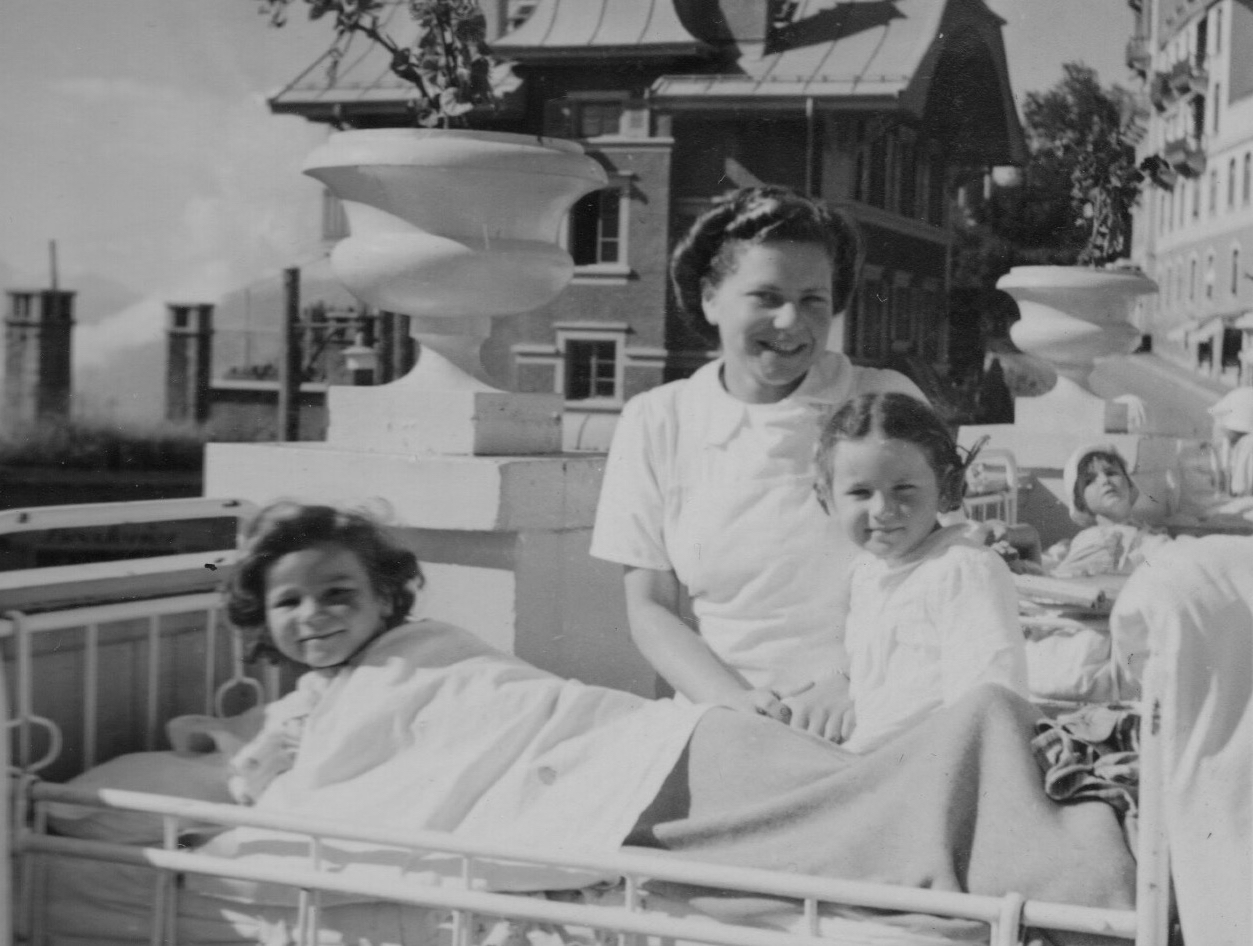
Liselotte Marshall (au centre, debout), vers 1940, infirmière dans un sanatorium pour enfants atteints de tuberculose à Leysin en Suisse

Liselotte Rosenberg est née à Gießen, en Allemagne, le 15 septembre 1923. Ses parents, Clara et Siegfried Rosenberg étaient des marchands et producteurs de cidre qui habitaient à Usingen. Dans son enfance, elle a contracté la tuberculose osseuse. À l’âge de trois ans, sa famille l’a envoyée à un sanatorium dans le village de Leysin dans les Alpes suisses où Auguste Rollier avait développé une thérapie basée sur l'héliothérapie. Comme sa famille ne pouvait plus payer les frais médicaux, le Dr Rollier a permis à Liselotte de rester au sanatorium. Après sa guérison, elle a travaillé là comme infirmière assistante avant de déménager à Zurich en 1945 pour devenir assistante sociale.
La dernière fois que Liselotte a visité ses parents à Usingen en 1937, elle a compris les dégâts occasionnés par l'antisémitisme. Elle a été renvoyée en Suisse et peu de temps après, ses parents ont fui à Francfort avant de se réfugier aux États-Unis en 1941. Elle est restée en Suisse, puis a rejoint ses parents à New York en 1946. La Suisse a tenu une grande importance dans sa vie et est devenue le cadre de son livre Les Mots étranglés. À New York, elle a suivi des cours à Hunter College. Après la guerre, l'université a attiré beaucoup de réfugiés européens. C'était là qu'elle a rencontré Ruth Klüger, une survivante de l’Holocauste. Son livre, Still Alive (en), parle de Hunter et du début de ce qui deviendra une amitié pour la vie avec Liselotte. Après avoir obtenu son diplôme de Hunter College, elle a poursuivi une maîtrise de littérature comparée à l'université Yale, où elle rencontra son futur mari, Peter Marshall, un étudiant anglais.
Peter et Liselotte ont déménagé en Angleterre en 1953 où ils se sont mariés. Peter Marshall a enseigné l’histoire à l’université de Bristol, en Californie, à Montréal, et finalement à Manchester. Quand Marshall a pris sa retraite, ils ont déménagé à Whaley Bridge (dans le Derbyshire) et finalement ils se sont installés à Londres. Peter Marshall meurt en 2008 et Liselotte en 2017,.

## Œuvre
- Les Mots étranglés, traduction de l'anglais par Geneviève Bridel, Carouge-Genève, éditions Zoé, 2000  (ISBN 2881823947)  — Le roman, écrit en anglais, fut d'abord publié en allemand (Die verlorene Sprache, traduction de l'anglais par Ingrid Lebe, postface de Ruth Klüger, 1997, puis en français, enfin dans sa langue d'origine en anglais (Tongue-Tied, Londres, Birds of Passage, 2004)